# Centre-Avia
Pour les articles homonymes, voir CVC.
Centre-Avia (code OACI : CVC) est une compagnie aérienne russe, basée à l'aéroport international de Bykovo. Elle opère depuis l'an 2000 en tant que descendante de Bykovo Avia.

## Code data
- Association internationale du transport aérien AITA Code : J7
- Organisation de l'aviation civile internationale OACI Code : CVC
- Nom d'appel : Aviacentre

## Flotte

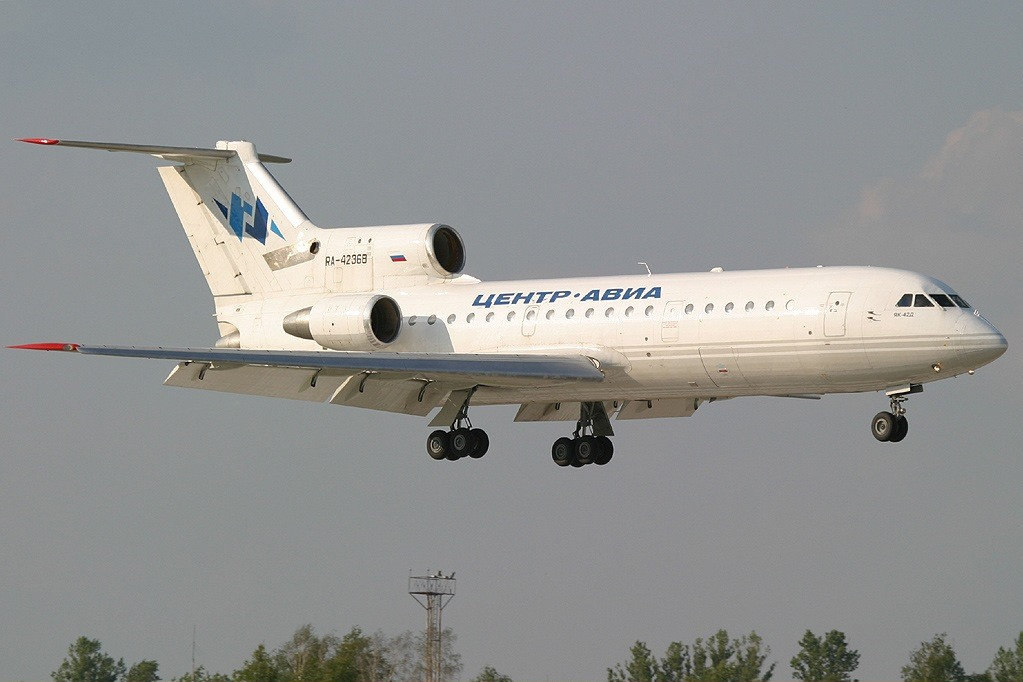

La compagnie exploite différents avions d'origine russe :
- Yakovlev Yak-42 VIP ;
- Yakovlev Yak-42 ;
- 1 Citation III (D-CRHR).